# Davidson County (North Carolina)

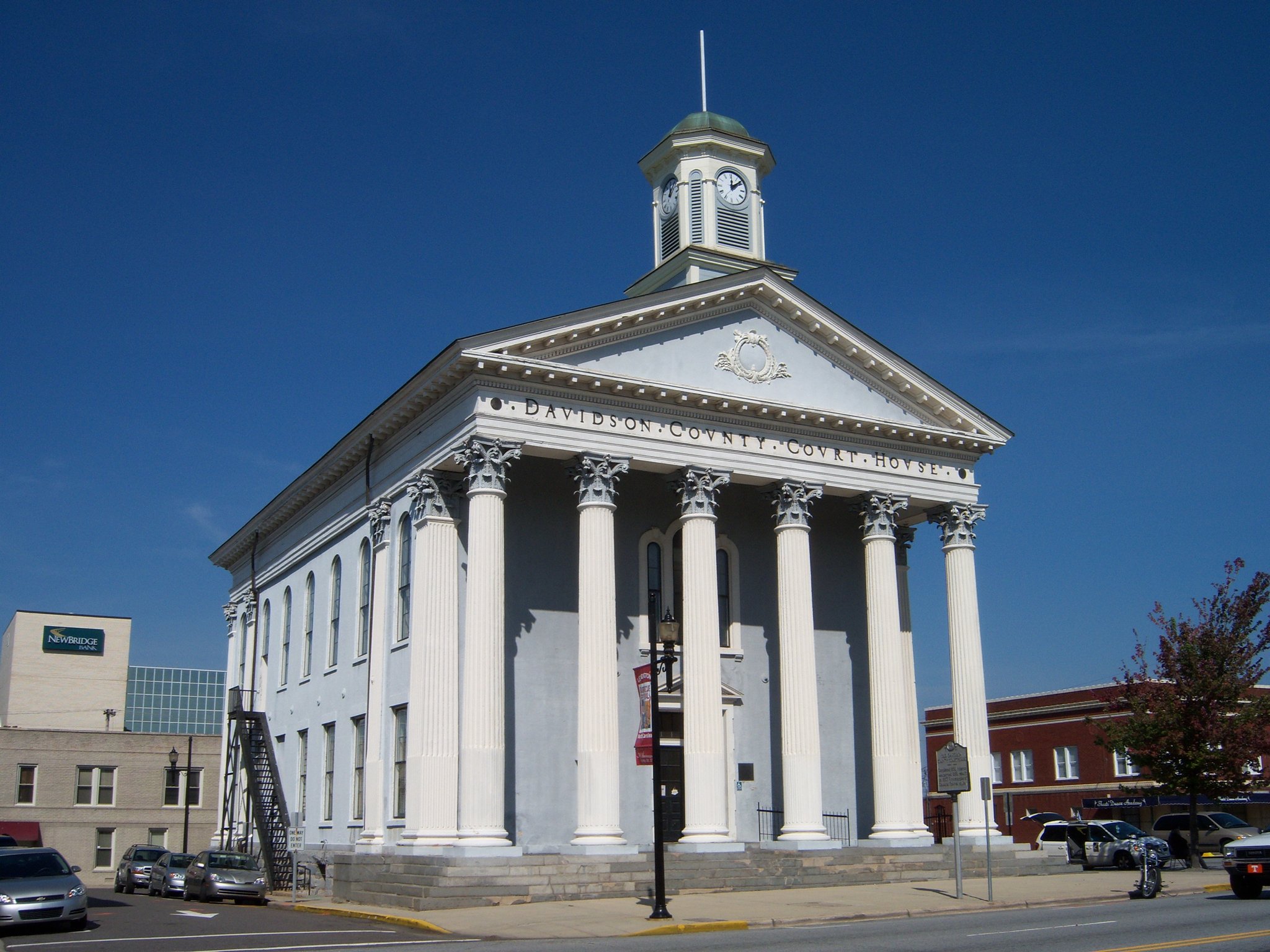
Ehemaliges Davidson County Courthouse, gelistet im NRHP mit der Nr. 71000576

Davidson County ist ein County im Bundesstaat North Carolina der Vereinigten Staaten. Der Verwaltungssitz (County Seat) ist Lexington, das im Gedenken an Lexington in Massachusetts, der Stadt, wo der Amerikanische Unabhängigkeitskrieg begann, benannt wurde.

## Geographie
Das County liegt westlich des geographischen Zentrums von North Carolina und hat eine Fläche von 1468 Quadratkilometern, wovon 38 Quadratkilometer Wasserfläche sind. Es grenzt im Uhrzeigersinn an folgende Countys: Davie County, Forsyth County, Guilford County, Montgomery County, Randolph County und Rowan County.
Davidson County ist in 17 Townships aufgeteilt: Abbotts Creek, Alleghany, Arcadia, Boone, Conrad Hill, Cotton Grove, Emmons, Hampton, Healing Spring, Jackson Hill, Lexington, Midway, Reedy Creek, Silver Hill, Thomasville, Tyro und Yadkin College.

## Geschichte
Davidson County wurde 1822 aus Teilen des Rowan County gebildet. Benannt wurde es nach dem General William Lee Davidson.

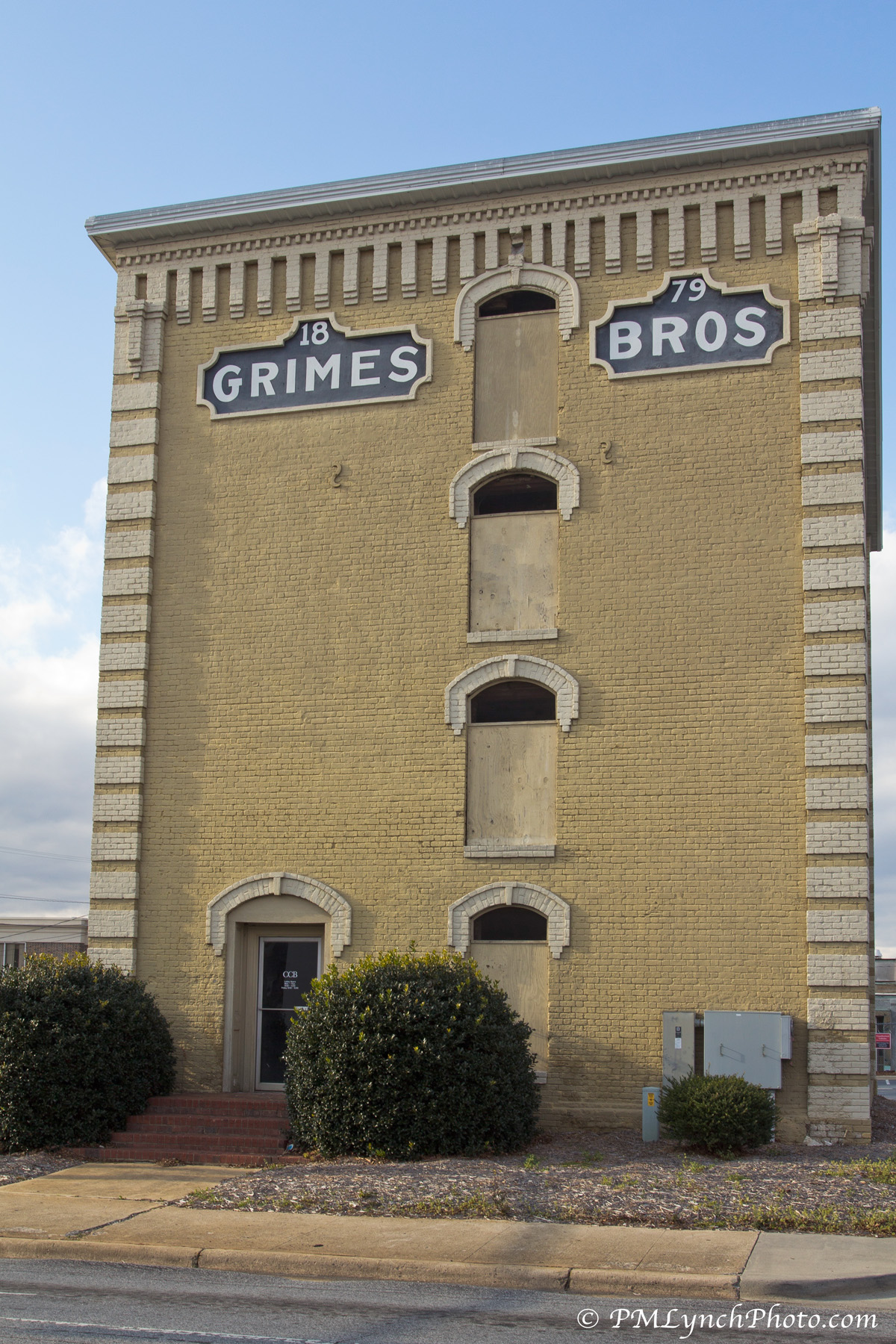
Die Grimes Brothers Mill (2011) ist einer von 55 Einträgen des Countys im NRHP.

55 Bauwerke und Stätten des Countys sind insgesamt im National Register of Historic Places eingetragen (Stand 26. Februar 2018).

## Demografische Daten
Nach der Volkszählung im Jahr 2000 lebten im Davidson County 147.246 Menschen. Davon wohnten 1.896 Personen in Sammelunterkünften, die anderen Einwohner lebten in 58.156 Haushalten und 42.512 Familien. Die Bevölkerungsdichte betrug 103 Einwohner pro Quadratkilometer. Ethnisch betrachtet setzte sich die Bevölkerung zusammen aus 87,05 Prozent Weißen, 9,14 Prozent Afroamerikanern, 0,37 Prozent amerikanischen Ureinwohnern, 0,82 Prozent Asiaten, 0,01 Prozent Bewohnern aus dem pazifischen Inselraum und 1,66 Prozent aus anderen ethnischen Gruppen; 0,94 Prozent stammten von zwei oder mehr Ethnien ab. 3,24 Prozent der Bevölkerung waren spanischer oder lateinamerikanischer Abstammung.
Von den 58.156 Haushalten hatten 32,7 Prozent Kinder unter 18 Jahren, die bei ihnen lebten. 58,0 Prozent davon waren verheiratete, zusammenlebende Paare, 10,8 Prozent waren allein erziehende Mütter und 26,9 Prozent waren keine Familien. 22,9 Prozent waren Singlehaushalte und in 8,8 Prozent lebten Menschen mit 65 Jahren oder älter. Die Durchschnittshaushaltsgröße betrug 2,50 und die durchschnittliche Familiengröße war 2,92 Personen.
24,3 Prozent der Bevölkerung waren unter 18 Jahre alt. 7,6 Prozent zwischen 18 und 24 Jahre, 31,2 Prozent zwischen 25 und 44 Jahre, 24,1 Prozent zwischen 45 und 64, und 12,8 Prozent waren 65 Jahre alt oder Älter. Das Durchschnittsalter betrug 37 Jahre. Auf alle weibliche Personen kamen 96,0 männliche Personen. Auf alle Frauen im Alter von 18 Jahren oder darüber kamen 93,7 Männer.
Das jährliche Durchschnittseinkommen eines Haushalts (Median) betrug 38.640 US-$, das Durchschnittseinkommen einer Familie 46.241 $. Männer hatten ein durchschnittliches Einkommen von 31.287 $, Frauen 23.622 $. Das Prokopfeinkommen betrug 18.703 $. 10,1 Prozent der Bevölkerung und 7,0 Prozent der Familien lebten unterhalb der Armutsgrenze. Darunter waren 13,3 Prozent der Kinder und Jugendlichen unter 18 Jahren und 12,1 Prozent der Personen im Alter ab 65 Jahren.